# Зернисті фільтри для пиловловлення
Зернисті фільтри для пиловловлення (рис. ) забезпечують можливість використання при фільтруванні гарячих і агресивних газів, вони здатні витримувати значні механічні навантаження і перепади тиску. Вартість таких фільтрів порівняно невисока.

Рис. 1.

Рис. 2.

## Загальна характеристика
Розрізняють зернисті фільтри двох типів: насипні, в яких гранули (грудки, частинки) не зв’язані одна з одною і жорсткі пористі, які отримані в результаті спікання, пресування або склеювання частинок. В насипних фільтрах як фільтрувальне середовище використовують пісок, гальку, шлак, грудки гірських порід, тирсу, гумові і пластмасові ошурки. У жорстких пористих фільтрах використовують керамічні, металопористі та інші фільтрувальні поверхні, стійкі до високої температури, механічних діянь і корозії.

## Зернистий фільтр з вертикальним пересувним шаром магнезиту
Зернистий фільтр з вертикальним пересувним шаром магнезиту (рис. 1.) складається з корпусу 1, патрубків для виводу 2 і вводу 4 газів, бункера 3 для свіжого магнезиту, жалюзійних циліндричних решіток 5, патрубків 6 для вивантаження пилу і 8 для видалення магнезиту та шибера 7. 
Як фільтрувальний матеріал застосований магнезит крупністю 0,3 – 5 мм. Магнезит з бункера надходить в простір між решітками розташованими концентрично. Зернистий фільтрувальний шар, створений в цьому просторі переміщується зверху униз під дією сили ваги. Запилене повітря через вхідний патрубок потрапляє в середину корпуса фільтра, проходить через шар магнезиту і очищується від дрібнодисперсного пилу. Очищене повітря відводиться по центральному випускному патрубку. Відпрацьований магнезит заміняють на свіжий при зупинці фільтру не менше чим на 0,5 год.
Такі фільтри застосовують для очищення газів, що видаляються з сушильних газів на Запорізькому вогнетривкому заводі. Ефективність очистки повітря до 99 % при періодичної роботі і 90 – 97 % при безперервної. 

## Зернистий фільтр з регенерацією методом зворотної продувки і накладення вібрацій
Зернистий фільтр з регенерацією методом зворотної продувки і накладення вібрацій (рис. 2.) складається з корпусу 2, обладнаного патрубками вхідного 1 (для запиленого повітря) і вихідного 4 (для очищеного повітря), продувного патрубка 3, дросельної заслінки 5. В нижній частині корпусу розташований пиловий бункер 10 з розвантажувальним пристроєм 11. Всередині корпуса на пружинах 9 закріплений контейнер 8 з перфорованим днищем. Контейнеру в період регенерації фільтрувального зернистого шару 6 надають коливання від віброзбуджувача 7. Фільтрувальний шар у контейнері формують з матеріалу різної крупності: нижній і середній шари висотою по 100 мм з частинок крупністю відповідно 5 – 10 і 3 – 5 мм, верхній – з частинок крупністю 2,5 – 3 мм. Для запобігання проходу запилених газів між контейнером і корпусом фільтра передбачені гнучкі гумові ущільнення.
Запилений газ по вхідному патрубку надходить в бункерну частину корпуса, а звідти під контейнер з зернистим фільтрувальним шаром. Газ проходить через шари матеріалу, очищується і через вихідний патрубок виводиться з фільтру. По мірі осадження пилу зростає гідравлічний опір фільтрувального шару, тому через визначений проміжок часу насипний шар регенерують. 
При регенерації перекривається заслінка на вихідному патрубку і відкривається заслінка на патрубку, через який надходить стиснене повітря, одночасно включається віброзбуджувач. При вібрації контейнера пил потоком продувного повітря виноситься в бункер, з якого видаляється розвантажувальним пристроєм.
Концентрація пилу в очищеному газі коливається в межах 10 – 40 мг/м3. Ступінь уловлення пилу складає до 99 %.